# Fonction réglée
En mathématiques, une fonction réglée est une fonction qui est la limite uniforme d'une suite de fonctions en escalier.

## Origine de la notion
Un enjeu important dans le développement des mathématiques a été la mesure des aires et des volumes. La méthode d'exhaustion d'Archimède consistait, par des constructions géométriques, à fournir des encadrements de l'aire ou du volume recherché. Exactement dans le même esprit, pour le calcul général de l'aire S délimitée dans le plan de coordonnées cartésiennes x et y, par l'axe des x, le graphe d'une fonction y = f(x), et les droites verticales x = a et x = b, et dont la valeur sera notée
{\displaystyle S=\int _{a}^{b}f(x){\rm {d}}x,}
l'idée de l'intégrale de Riemann est de positionner des rectangles verticaux avec leurs bords supérieurs soit en dessous du graphe, soit au-dessus, pour obtenir des estimations par en dessous et par au-dessus de S. Si l'écart entre les estimations en excès et par défaut peut être rendu arbitrairement petit, alors on dit que la fonction f est intégrable au sens de Riemann. Et c'est seulement à ce moment-là que notre aire prend un sens précis, car jusqu'à présent elle n'était invoquée que comme une notion intuitive en attente de formalisation. Que cette
formalisation soit loin d'être une trivialité se traduit déjà par le fait qu'elle nécessite avant toute chose d'avoir construit les nombres réels et compris ce qui se rattache aux concepts de suites et de limites.
Les fonctions dont les graphes sont justement les bords supérieurs de rectangles, à un nombre fini de points près dont l'existence ne change pas l'aire, sont les fonctions en escalier. Elles forment donc une première classe de fonctions pour lesquelles l'aire est définie.
D'après la description heuristique donnée plus haut, il semble clair que si l'on peut arbitrairement bien approcher une fonction f par des fonctions intégrables, alors f est intégrable. Autrement dit la classe des fonctions intégrables au sens de Riemann est stable par limite uniforme. Il est donc très naturel de s'intéresser aux fonctions qui s'obtiennent à partir des fonctions en escalier par des limites uniformes. Ce sont là précisément les fonctions dites réglées.

## Fonctions à valeurs dans un Banach
Plus généralement : soient E un espace de Banach, a < b deux nombres réels et B([a, b], E) l'espace (de Banach) des applications bornées de [a, b] dans E, muni de la norme de la convergence uniforme {\displaystyle \lVert \;\rVert _{\infty }}. Une fonction de [a, b] dans E est dite réglée si elle appartient à l'adhérence {\displaystyle {\overline {\mathcal {E}}}} du sous-espace vectoriel {\displaystyle {\mathcal {E}}} des fonctions en escalier.

## Propriétés
- {\displaystyle {\overline {\mathcal {E}}}} est un ℝ-sous-espace vectoriel de B([a, b], E).
En effet, dans un espace vectoriel normé (comme dans tout espace vectoriel topologique), l'adhérence d'un sous-espace est un sous-espace.
- Il existe une application linéaire {\displaystyle L:{\mathcal {E}}\to E} (unique) telle que l'image par L de toute fonction f constante à l'intérieur d'un intervalle et nulle à l'extérieur soit donnée par : L(f) = (d – c)u si f vaut u sur ]c, d[ et 0 sur [a, c[ et ]d, b] (avec a ≤ c ≤ d ≤ b). On appelle {\displaystyle L} l'intégrale et on note {\displaystyle L(f)=\int _{a}^{b}f(x)~\mathrm {d} x.}
En effet, on peut définir L en posant, pour toute fonction f en escalier : L(f) = ∑1 ≤ i ≤ n(xi – xi – 1)ui, où a = x0 < x1 < x2 < ... < xn = b est n'importe quelle subdivision adaptée à f et ui  est la valeur de f sur l'intervalle ]xi – 1, xi[. Cette définition ne dépend pas du choix d'une subdivision adaptée à f, puisqu'elle n'est pas modifiée lorsqu'on raffine la subdivision et que deux subdivisons adaptées ont un raffinement commun. L'application L ainsi définie vérifie trivialement les propriétés annoncées.
- L'application intégrale L se prolonge en une application linéaire continue sur {\displaystyle {\overline {\mathcal {E}}}}.
En effet, par construction, l'application linéaire L est continue sur {\displaystyle {\mathcal {E}}} (de norme b – a). Il suffit donc d'appliquer le théorème de prolongement correspondant.
- Si {\displaystyle f:[a,b]\to E} est réglée alors {\displaystyle \|f\|:[a,b]\to \mathbb {R} } l'est aussi et {\displaystyle \left\|\int _{a}^{b}f(x)~\mathrm {d} x\right\|\leq \int _{a}^{b}\|f(x)\|~\mathrm {d} x}.
En effet, la première affirmation résulte de la continuité de l'application {\displaystyle N:B([a,b],E)\to B([a,b],\mathbb {R} ),f\mapsto \|f\|} et l'inégalité {\displaystyle \|L_{E}(f)\|\leq L_{\mathbb {R} }(N(f))}, élémentaire pour {\displaystyle f\in {\mathcal {E}}}, s'étend à {\displaystyle {\overline {\mathcal {E}}}} par continuité.
- Toute fonction continue de [a, b] dans E est réglée (voir le § « Approximation uniforme des fonctions continues par les fonctions en escalier » de l'article sur la continuité uniforme).
- Les fonctions réglées sont des fonctions de première classe de Baire, i.e., des limites simples de fonctions continues[1].

## Intérêt des fonctions réglées
Leur intérêt principal a été montré dans la section précédente, pour des fonctions à valeurs dans un espace de Banach E, puisque l'on a pu définir une notion d'intégrale, d'abord pour les fonctions en escalier (l'intégrale est une somme finie), puis pour leurs limites uniformes {\displaystyle f=\lim f_{n}}. Ces limites uniformes de fonctions en escalier sont les fonctions réglées, et parmi elles se trouvent les fonctions continues à valeurs dans E.
Il n'est pas toujours possible d'imiter pour les fonctions à valeurs dans E ce que l'intégrale de Riemann fait pour les fonctions à valeurs réelles (ou complexes), puisque pour cela il faudrait pouvoir parler de sommes supérieures et de sommes inférieures.
Par contre, pour les fonctions réelles ou complexes, l'intégrale de Riemann intègre plus de fonctions que les seules fonctions réglées, et avec l'intégrale de Lebesgue ou l'intégrale de Kurzweil-Henstock, on va encore plus loin. Cependant, l'intégrale KH devient d'emploi difficile avec les espaces de dimension réelle supérieure ou égale à 2, car cette intégrale est très liée à la structure de ℝ. On lui préfèrera l'intégrale de Lebesgue ; celle de Riemann est la plus malléable sur les espaces de Banach.

## Caractérisation des fonctions réglées
On prouve qu'une fonction f sur [a, b] à valeurs dans un espace de Banach est réglée si et seulement si elle admet une limite à droite et une limite à gauche en « tout » point (on retrouve que toute fonction continue est réglée, et l'on voit de plus, pour les fonctions réelles, que toute fonction monotone sur [a, b] est réglée, ce qui peut se vérifier élémentairement). Il en résulte que l'intégrale indéfinie {\displaystyle \int _{a}^{x}f(t)~{\rm {d}}t} d'une fonction réglée admet en « tout » point une dérivée à droite et une dérivée à gauche, et que l'ensemble des points de discontinuité d'une fonction réglée est au plus dénombrable (cf. théorème de Froda).
Un exemple de fonction non réglée est la fonction f définie sur [0, 1] par f(x) = sin(1/x) si x ≠ 0 et f(0) = 0 : cette fonction n'admet pas de limite à droite en zéro. Mais elle est intégrable au sens de Riemann.